# Plaistow (Newham)
Pour les articles homonymes, voir Plaistow.
Plaistow est un quartier du borough londonien de Newham, dans le Grand Londres, en Angleterre.